# European Darts Open
Het European Darts Open is een dartstoernooi dat sinds 2016 wordt gehouden, als onderdeel van de PDC European Tour. In 2016 werd het toernooi gehouden in Düsseldorf. Sinds 2017 vond het plaats in Leverkusen, Duitsland. 

## Winnaars European Darts Open
| Jaar | Winnaar                                      | Runner-up                                    | Score                                        | Prijzengeld                                  | Winnaar                                      | Runner-up                                    |
| ---- | -------------------------------------------- | -------------------------------------------- | -------------------------------------------- | -------------------------------------------- | -------------------------------------------- | -------------------------------------------- |
| 2016 | Michael van Gerwen                           | Peter Wright                                 | 6 – 5 (legs)                                 | £ 115.000                                    | £ 25.000                                     | £ 10.000                                     |
| 2017 | Peter Wright                                 | Mervyn King                                  | 6 – 2 (legs)                                 | £ 135.000                                    | £ 25.000                                     | £ 10.000                                     |
| 2018 | Michael van Gerwen                           | Peter Wright                                 | 8 – 7 (legs)                                 | £ 135.000                                    | £ 25.000                                     | £ 10.000                                     |
| 2019 | Michael van Gerwen                           | Rob Cross                                    | 8 – 6 (legs)                                 | £ 140.000                                    | £ 25.000                                     | £ 10.000                                     |
| 2020 | Werd niet gehouden vanwege de coronapandemie | Werd niet gehouden vanwege de coronapandemie | Werd niet gehouden vanwege de coronapandemie | Werd niet gehouden vanwege de coronapandemie | Werd niet gehouden vanwege de coronapandemie | Werd niet gehouden vanwege de coronapandemie |
| 2021 | Werd niet gehouden vanwege de coronapandemie | Werd niet gehouden vanwege de coronapandemie | Werd niet gehouden vanwege de coronapandemie | Werd niet gehouden vanwege de coronapandemie | Werd niet gehouden vanwege de coronapandemie | Werd niet gehouden vanwege de coronapandemie |
| 2022 | Michael van Gerwen                           | Dimitri Van den Bergh                        | 8 – 5 (legs)                                 | £ 140.000                                    | £ 25.000                                     | £ 10.000                                     |
| 2023 | Gerwyn Price                                 | Dirk van Duijvenbode                         | 8 – 7 (legs)                                 | £ 175.000                                    | £ 30.000                                     | £ 12.000                                     |
| 2024 | Dave Chisnall                                | Ross Smith                                   | 8 – 6 (legs)                                 | £ 175.000                                    | £ 30.000                                     | £ 12.000                                     |
| 2025 | Nathan Aspinall                              | Damon Heta                                   | 8 – 6 (legs)                                 | £ 175.000                                    | £ 30.000                                     | £ 12.000                                     |

2004 · 2005 · 2006 · 2007 · 2008 · 2009 · 2010 · 2011 · 2012 · 2013 · 2014 · 2015 · 2016 · 2017 · 2018 · 2019 · 2020 · 2021 · 2022 · 2023 · 2024 · 2025
2015 · 
2016 · 
2017 ·
2018 ·
2019 ·
2020 ·
2021 ·
2022 ·
2023 ·
2024